# Ictalurus balsanus
Ictalurus balsanus es una especie de peces de la familia Ictaluridae, en el orden de los Siluriformes.

## Distribución geográfica
Se encuentra en los estados de Morelos y Puebla (México ).
Esta especie se localiza intacta y sin desplazaimiento alguno en la región mixteca del estado de Puebla,[cita requerida] y se ha cuidado esta zona para su conservación, ya que es el único lugar donde se pueden encontrar especímenes juveniles como reproductores de hasta 17 kg (kilogramos).[cita requerida]
Se localiza gran variedad y cantidad de especímenes de esta especie de bagre en Puebla,[cita requerida] en un lugar donde no se han introducido especies exóticas, y donde aún prevalece la especie intacta.[cita requerida]